# Faxinal (tiểu vùng)
Faxinal là một tiểu vùng thuộc bang Paraná, Brasil. Tiều vùng này có diện tích 2265 km², dân số năm 2007 là 47881 người.